# The Conspirators: An Incident of a South American Revolution
The Conspirators: An Incident of a South American Revolution è un cortometraggio muto del 1909 diretto da Sidney Olcott.

## Produzione
Il film fu prodotto dalla Kalem Company.

## Distribuzione
Distribuito dalla Kalem Company, il film - un cortometraggio di 125 metri - uscì nelle sale cinematografiche USA il 27 agosto 1909.
Nelle proiezioni, veniva programmato con il sistema dello split reel, accorpato in un'unica bobina con un altro cortometraggio prodotto dalla Kalem, The Dyspeptic and His Double.